# Ceramonematidae
Ceramonematidae é uma família de nematóides pertencentes à ordem Desmodorida.
Géneros:
- Ceramonema Cobb, 1920
- Dasynemella Cobb, 1933
- Dasynemoides Chitwood, 1936
- Metadasynemella De Coninck, 1942
- Metadasynemoides Haspeslagh, 1973
- Pristionema Cobb, 1933
- Pselionema Cobb, 1933
- Pterygonema Gerlach, 1953